# Gruppengefechtsschießen
Gruppengefechtsschießen (GGS) findet als Übung auf einer militärischen Schießbahn der Bundeswehr statt. Sie soll Truppenteilen eines Standortes das Üben infanteristischen Schießens mit Handwaffen und Panzerabwehrhandwaffen ermöglichen. Gefechtsschießen finden auf Truppenübungsplätzen statt.

## Ablauf

### Geländetaufe
Bei einer Erstbesichtigung durch den Ablaufoffizier gemeinsam mit den Zug- und/oder Gruppenführern wird die Schießbahn besichtigt, seine möglichen Stellungen, ein möglicher Verteidigungsplan, Alarmposten zzgl.Platz der Gruppe erörtert und durch den Zugführer festgelegt. Auch werden Taktiken und Stellungswechsel festgelegt.

### Einweisung
Gemeinsam mit allen Übenden erfolgt bei einer Zweitbesichtigung eine Einweisung durch den leitenden Offizier, in der an erster Stelle die Sicherheit an der Schießanlage festgelegt wird. Das taktische Vorgehen, Verteidigungspläne, Stellungszuweisungen, Alarmpostenbesetzung, Platz der Gruppe und Stellungswechsel werden anschließend durch die Zug- und/oder Gruppenführer angewiesen.

### Übung
Übungsbeginn ist dann die geplante Alarmauslösung durch den Alarmposten, das anschließende Einfließen in die zugewiesenen Stellungen mit der zugeordneten Bewaffnung unter Befehls- und Zeitdruck durch die Mannschaften.

### Ziel der Übung
Ziel der Übung ist das gemeinschaftliche Schießen unter Zeitdruck, Befehlsdruck, Lärm und körperlicher Anstrengung in einer realitätsnahen Umgebung zu erlernen. Einzelschützen sollen hierbei die Bekämpfung gemeinschaftlich üben, Zug- und Gruppenführer üben parallel das Lenken und Nachsteuern einer gemeinschaftlichen Feuerkraft und das Sichten des gesamthaften Munitionsbestandes.